# 永錫
和硕肃恭亲王永錫（穆麟德轉寫：yongši；1754年—1821年），滿洲愛新覺羅氏。肅武親王豪格後裔、顯密親王丹臻之孫、奉國將軍成信（丹臻次子）第五子。第六代肅親王（1778年－1821年）。
乾隆四十三年（1778年），肅勤親王蘊著逝世，永錫以顯密親王丹臻之孫的關係承襲肅親王爵位，其父成信亦被追封為肅親王。永锡担心蘊著有承重孙，自己不能袭王而行贿重臣和珅前门外铺面房两所。
嘉庆二年（1797年），为鑲藍旗漢軍都統。嘉庆五年（1800年）二月，三阿哥绵恺开始上学。永锡备下玉器、陈设等特物，令本府太监转交，由三阿哥生母、孝和睿皇后饭房太监递进。嘉庆帝知道，对他进行申斥。指他“干及内廷皇子乎。其心不可问矣”、“妄行呈递”，以及园明园“官园私住”，故“将所管镶蓝旗汉军都统、及管理圆明园八旗事务。俱行革退。仍交宗人府议处”。儿子敬敏、敬叙一同革职。此处理结果，除“通谕王公内外满汉大臣等”，亦“将永锡所进物件。当面掷还。”
嘉庆十六年（1811年），右宗正、兼正紅旗蒙古都統。嘉庆十九年（1814年），內廷行走。道光元年（1821年），永錫逝世，享年六十八岁。朝廷予以諡號「恭」，其長子敬敏承襲肅親王爵位。

## 家庭

### 妻妾
- 嫡福晋那木都鲁氏，侍郎岳海之女
- 继福晋博尔济吉特氏，巡府富呢雅杭阿之女
- 侧福晋李氏，三达色之女
- 侧福晋赵氏，司库赵俊德之女
- 侧福晋孙氏，孙广禄之女
- 侧福晋杨氏，存柱之女

### 子
- 长子和硕肃慎亲王敬敏（1774-1852），母嫡福晋那木都鲁氏，侍郎岳海之女，嘉庆五年（1800年）二月，曾因父亲永锡之故著革去副都、统散秩大臣[1]。
- 次子不入八分辅国公敬叙（1781-1826），母继福晋博尔济吉特氏，巡府富呢雅杭阿之女，乾隆四十六年生，道光六年卒。嘉庆五年（1800年）二月，曾因父亲永锡之故著革去额外散秩大臣[1]。嫡妻钮祜禄氏，承恩公恭阿拉之女，孝和睿皇后妹妹。妾沈氏，沈福之女，一子：二等侍卫镇国将军硕庆
- 三子不入八分辅国公敬效（1784-1830），母继福晋博尔济吉特氏，巡府富呢雅杭阿之女，乾隆四十九年生，道光十年卒，嫡妻舒穆禄氏，书永阿之女，妾王氏，常安之女，二子：第一子华英，第二子蔚楔
- 四子副都统、不入八分辅国公敬徵（1785-1851），母继福晋博尔济吉特氏，巡府富呢雅杭阿之女，乾隆五十年生，咸丰元年卒，嫡妻萨尔图氏，总督惠龄之女，继妻钮祜禄氏，主事善庆之女，妾王氏，王永之女，妾白氏，叶焕之女，妾傅氏，傅安之女。二子：第一子荣昌；第二子承继子左都副御史恒恩，孙儿光緒三年（1877年）丁丑科进士宗室盛昱。
- 五子不入八分辅国公敬敦（1786-1824），母继福晋博尔济吉特氏，巡府富呢雅杭阿之女，乾隆五十一年生，道光四年卒，嫡妻阿拉善和硕亲王旺沁殷巴尔之女，继妻博罗特氏，诚永公庆林之女，側室杨氏，杨明之女，三子：第一子镇国将军恒龄，第二子辅国将军恒训，第三子左都副御史恒恩（出继）
- 六子镇国将军敬岂（1787-1838），母侧福晋李氏，三达色之女，乾隆五十二年生，道光十八年卒，嫡妻博尔济吉特氏，布政使瑞麟之女，继妻伊尔根觉罗氏，道员荣安之女，妾王氏，王玉之女，五子：第一子魁芳，第二子华恩，第三子辅国将军志勳，第四子辅国将军志良，第五子左都副御史志元
- 七子敬启（1788-1789），母侧福晋李氏，三达色之女，乾隆五十三年生，乾隆五十四年卒
- 八子将军镇国将军敬敫（敬敭，1789-1847），母侧福晋赵氏，司库赵俊德之女，乾隆五十四年生，道光二十七年卒，嫡妻章佳氏，诚勇公阿迪斯之女，五子：第一子华定，第二子域守尉辅国将军锐庄（瑞莊），第三子辅国将军锐全（瑞荃），第四子告退辅国将军锐荫，第五子告退域守尉辅国将军锐芬
- 九子敬攸（1794-1803），母侧福晋赵氏，司库赵俊德之女，乾隆五十九年生，嘉庆八年卒
- 十子镇国将军敬斌（1798-1857），母侧福晋杨氏，存柱之女，嘉庆三年生，咸丰七年，嫡妻章佳氏，诚勇公阿迪斯之女，继妻呐喇氏，禧淳之女，三子：第一子公中佐领辅国将军賓善，第二子三等侍卫辅国将军賓濬，第三子賓睿

### 女
- 長女郡主，乾隆三十六年正月初七日辰時生，母嫡福晉那穆都魯氏，侍郎岳海之女，乾隆五十六年五月，下嫁蒙古科爾沁左翼中旗公品級丹曾旺布，郡主卒年未詳。
- 次女，乾隆四十四年七月二十三日戌時生，母繼福晉博爾濟吉特氏，巡撫富呢雅杭阿之女，乾隆四十八年正月初五日巳時卒。
- 三女，乾隆四十五年十月二十一日未時生，母繼福晉博爾濟吉特氏，巡撫富呢雅杭阿之女，乾隆四十六年二月初五日辰時卒。
- 四女縣主，乾隆四十八年八月二十一日未時生，母側福晉李氏，三達色之女，嘉慶七年正月，下嫁巴林札萨克頭等台吉布衍积爾噶拉，縣主卒年未詳。
- 五女，乾隆四十九年五月初三日子時生，母側福晉孫氏，孫廣祿之女，乾隆四十九年六月初四日未時卒。
- 六女縣主，乾隆五十年五月十三日午時生，母側福晉李氏，三達色之女，嘉慶八年三月，下嫁正紅旗滿洲哈達瓜爾佳氏大學士兵部尙書桂良，縣主嘉慶二十一年十月十二日卯時卒。
- 七女縣主，乾隆五十一年七月初五日午時生，母側福晉孫氏，孫廣祿之女，嘉慶十五年正月，下嫁鈕祜祿氏崇善，縣主卒年未詳。
- 八女縣主，乾隆五十四年十月十一日卯時生，母側福晉李氏，三達色之女，嘉慶十四年七月，下嫁正黃旗满洲博爾濟吉特氏花良阿，縣主卒年未詳。
- 九女縣主，嘉慶二年五月二十七日丑時生，母側福晉趙氏，司庫趙俊德之女，嘉慶十八年十二月，下嫁蒙古喀喇沁左翼旗札薩克塔布囊克興額，縣主卒年未詳。
- 十女縣主，嘉慶七年正月十五日子時生，母側福晉趙氏，司庫趙俊德之女，嘉慶二十九年八月，下嫁鈕祜祿氏一等子錫敏，縣主卒年未詳。